# 戈卢布金娜撞击坑
戈卢布金娜（英語：Golubkina）是上的一个撞击坑。
戈卢布金娜撞击坑的特点是梯田状内壁和中央峰，是典型的地球、月球和火星陨石坑。梯田内壁形成于撞击坑产生的后期，即陨石撞击造成的初始腔崩塌，中央峰是撞击碎片反弹后在坑底内的堆积。
平滑的地表是由于撞击坑底部火山熔岩流的冲刷，粗糙、块状的撞击口喷发物和梯田状坑壁提示，该特征地质年龄相对较轻。

## 参阅
1. ↑  .   [2014-01-19]. （原始内容存档于2021-03-21）.
2. ↑  .   [2014-01-19]. （原始内容存档于2021-03-21）.